# 五房村
22°30′32″N 120°25′48″E / 22.50889°N 120.43000°E
五房村為臺灣屏東縣新園鄉下轄的一個村。

## 歷史
乾隆年間，五房洲還是下淡水溪（現稱高屏溪）與東港溪水流交界處，每年在雨期中皆是一望無際之大洪水地帶，雨期過後到冬天亦是一片之砂洲地，據傳說在乾隆卅二年（1767年）發生一次空前未有之大洪水災致此一切之地形全變。大洪水災過後，東港溪邊，浮現一處大片又高之砂崙地，其形一條之烏龍，同時下游水溪中亦浮現出一處廣闊稍高而肥沃之砂崙地（即現在五房村距離北方約一百餘公尺處）自此次大洪水災浮現之該處地帶，經過五年間雨期之洪水，皆未見受洪水淹浸。終於在乾隆三十七年九月中此一下游水溪浮現砂地上已建有「五間簡造之草寮」住屋，大約是被開墾者發現此新天地而搬來此地卜居者之住處由此原因，於是開墾者乃自稱此地為「五房仔」因而一傳十、十傳百、百傳千而得來之村名從此生成。因每年雨期溪水繞圍村落，宛如大海洲之孤船，後來改稱「五房洲」現在已改稱「五房村」。

## 交通
- 省道台17線（雙園大橋、龍洲路）
- 鄉道屏62線
- 鄉道屏63線（五房路、鹽洲路）

## 相關連結
- 下淡水溪
- 東港溪

## 外部連結
- 屏東縣新園鄉公所-五房村（页面存档备份，存于）
- 屏東數位村通-五房村